# Гурко, Иосиф Владимирович
Ио́сиф Влади́мирович Роме́йко-Гу́рко (16 [28] июля 1828, Могилёвская губерния — 15 [28] января 1901д.Сахарово Тверской губернии) — русский генерал-фельдмаршал (06.12.1894), генерал-адъютант (03.07.1877), наиболее известный благодаря своим победам в русско-турецкой войне 1877—1878 гг.

## Ранние годы
Иосиф Владимирович Гурко — самый известный представитель белорусского рода Гурко; внук И. И. Гурко-Ромейко (ум. 1811), курляндского вице-губернатора. Родился 16 июля 1828 года в Новгороде в семье генерала Владимира Иосифовича Гурко (1795—1852) и Татьяны Алексеевны Гурко, урождённой баронессы Корф (1794—1840); сёстры: Софья (1821—1841; фрейлина), Марианна (1823 — после 1880; замужем за Василием Ивановичем Муравьёвым-Апостолом), Мария, Александра.
Воспитанник Пажеского корпуса, из которого выпущен 12 августа 1846 г. корнетом в лейб-гвардии гусарский полк и 11 апреля 1848 г. произведён в поручики. С этим полком Гурко в 1849 г. совершил поход к западным границам Империи, но участие в военных действиях против венгров принять не успел. С декабря 1849 г. Гурко находился в отпуске, по возвращении из которого 23 апреля 1850 г. был произведён в штабс-ротмистры и 30 августа 1855 г. в ротмистры.
Когда началась Крымская война, Гурко, желавший, по его словам, «жить с кавалерией, а умирать с пехотой», выразил желание отправиться в Севастополь и, переименованный из ротмистров гвардии в майоры армии, был в ноябре 1855 г. прикомандирован к Образцовому пехотному полку для ознакомления с пехотной службой, а затем произведён в подполковники и зачислен в Черниговский пехотный полк, стоявший в то время в Крыму на Бельбекских позициях.
Поскольку военные действия в Севастополе к тому моменту уже закончились, Гурко вернулся в лейб-гвардии Гусарский полк с прежним чином ротмистра и принял в командование эскадрон. На этом посту Гурко выделился как отличный кавалерийский офицер, образцовый командир и строгий, но умелый воспитатель и учитель солдат; 8 сентября 1859 г. он получил орден Св. Анны 3-й степени. Боевая и строевая подготовка его эскадрона обратила на себя особое внимание императора Александра II, и за блестящее состояние его, выказанное на Высочайшем смотре, когда эскадрон Гурко поразил всех лихой джигитовкой на карьере, Гурко был 6 ноября 1860 г. пожалован флигель-адъютантом к Его Императорскому Величеству.

## Строевая служба
Произведённый 23 апреля 1861 г. в полковники, он 17 марта 1862 г. был отчислен в свиту Его величества и в течение 4 лет, ознаменованных проведением в жизнь реформ Александра II, выполнял ряд ответственных поручений административного характера в Самарской, Вятской и Калужской губерниях, в частности наблюдал за рекрутскими наборами. Его прямой, беспристрастный, хотя строгий и настойчивый образ действий вызвал даже со стороны оппозиционного «Колокола» Герцена признание, что «аксельбанты флигель-адъютанта Гурко — символ доблести и чести».  В 1866 г. Гурко был назначен командиром 4-го гусарского Мариупольского полка.
Произведённый 30 августа 1867 г. в генерал-майоры с назначением в свиту Его Императорского Величества, он был зачислен по армейской кавалерии и в 1869 г. получил в командование лейб-гвардии конно-гренадерский полк. Этим полком Гурко командовал 6 лет и поставил его на образцовую высоту.
В 1874 г. на манёврах Гурко сломал ключицу и был вынужден на некоторое время отказаться от работы в поле, которую считал необходимой и существенно важной для себя как начальника кавалерийской части. Сдав полк, Гурко остался в должности командира 1-й бригады 2-й гвардейской кавалерийской дивизии, которую он соединял ранее с должностью командира полка. 27 июля 1875 г. он был назначен командующим 2-й гвардейской кавалерийской дивизией и 30 августа 1876 г. утверждён в этой должности с производством в генерал-лейтенанты. С прежней энергией Гурко занялся полевым обучением дивизии, положив в основу его взгляды прусского кавалериста генерала Шмидта и опыт франко-прусской войны.  За период мирной деятельности Гурко был награждён орденами Святого Станислава 2-й степени (17 марта 1864 г.), Святой Анны 2-й степени (24 марта 1867 г.), Святого Владимира 3-й степени (30 августа 1869 г.), Святого Станислава 1-й степени (30 августа 1871 г.), Святой Анны 1-й степени (30 августа 1873 г.).

## Русско-турецкая война 1877—1878 годов

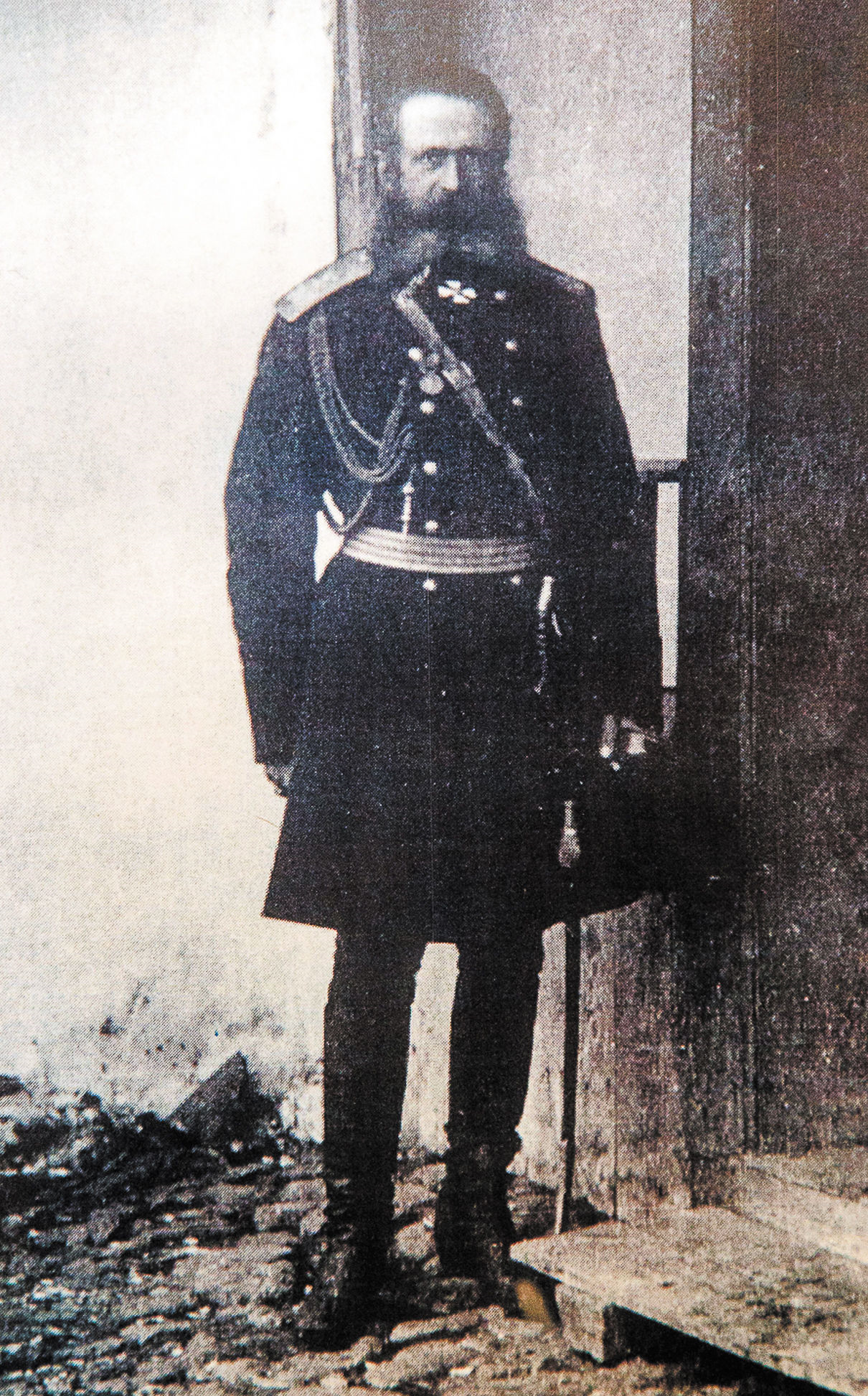
Генерал-адъютант И. В. Гурко.
Балканы, 1877—1878 гг.

Командированный по Высочайшему повелению в действующую армию на Дунае, Гурко 24 июня 1877 года был назначен начальником передового её отряда, имевшего задачей «стараться овладеть балканскими проходами».
В состав отряда входили:
- сводная драгунская бригада (8-й Астраханский и 9-й Казанский драгунские полки) под начальством герцога Е. М. Лейхтенбергского;
- сводная бригада (9-й Киевский гусарский и 30-й Донской казачий полки) под начальством герцога Н. М. Лейхтенбергского;
- донская казачья бригада полковника Чернозубова (21-й и 26-й полки);
- кавказская казачья бригада полковника Тутолмина (2-й Кубанский и Владикавказско-Осетинский полки);
- 4-я стрелковая бригада;
- шесть дружин болгарского ополчения Столетова,
- две сотни кубанских пластунов
- сотня уральских казаков

(всего 4 батальона, 6 дружин, 45 сотен и эскадронов общей численностью 12 000 человек при 40 орудиях).
Гурко выполнил свою задачу смело и быстро, искусно сочетав в исполнении её риск с осторожностью и порыв с расчётом. 22 июня передовой отряд выступил в путь, 25 июня овладел Тырновом (ныне Велико-Тырново). 1 июля отряд перешёл Хаинкиойский перевал через Балканские горы (находится между нынешними городами Велико-Тырново и Гурково). 5 июля Гурко взял Казанлык и город Шипку.
Действия Гурко вызвали в Константинополе панику: все высшие сановники Османской империи как в армии, так и в государственном управлении были сменены, предположенный переход в наступление был приостановлен, часть сил, выдвинутых против Рущукского отряда, была оттянута назад, а из Черногории был вызван Сулейман-паша, и ему было поручено спешное формирование армии для противодействия отряду Гурко.
Получив в подкрепление пехотную бригаду и разрешение «действовать по усмотрению сообразно обстоятельствам», Гурко перешёл за Малые Балканы и под Эски-Загрой (10 июля, ныне Стара-Загора), Ени-Загрой (18 июля, ныне Нова-Загора) и Джуранли (19 июля, ныне село Калитиново, в 2 км к югу от Стара-Загоры) одержал ещё ряд побед над турками. Эти победы приостановили наступление Сулеймана-паши, но вторая неудача русских под Плевной (18 июля) и невозможность усилить отряд Гурко новыми подкреплениями для решительной борьбы его с армией Сулеймана-паши приостановили дальнейшее движение Гурко. Ему было приказано отойти на север, за проходы. Гурко выполнил эту трудную задачу на виду армии Сулеймана-паши спокойно, безо всяких потерь.
Награждён 3 июля 1877 года званием генерал-адъютанта и 8 июля 1877 года орденом Святого Георгия 3-й степени за № 542
В награду мужества, храбрости и распорядительности, оказанных при взятии Казанлыка и Шипки.
В конце июля 1877 года Передовой отряд русской армии был расформирован. В августе того же года Гурко отправился в Санкт-Петербург, чтобы привести оттуда свою 2-ю гвардейскую кавалерийскую дивизию.

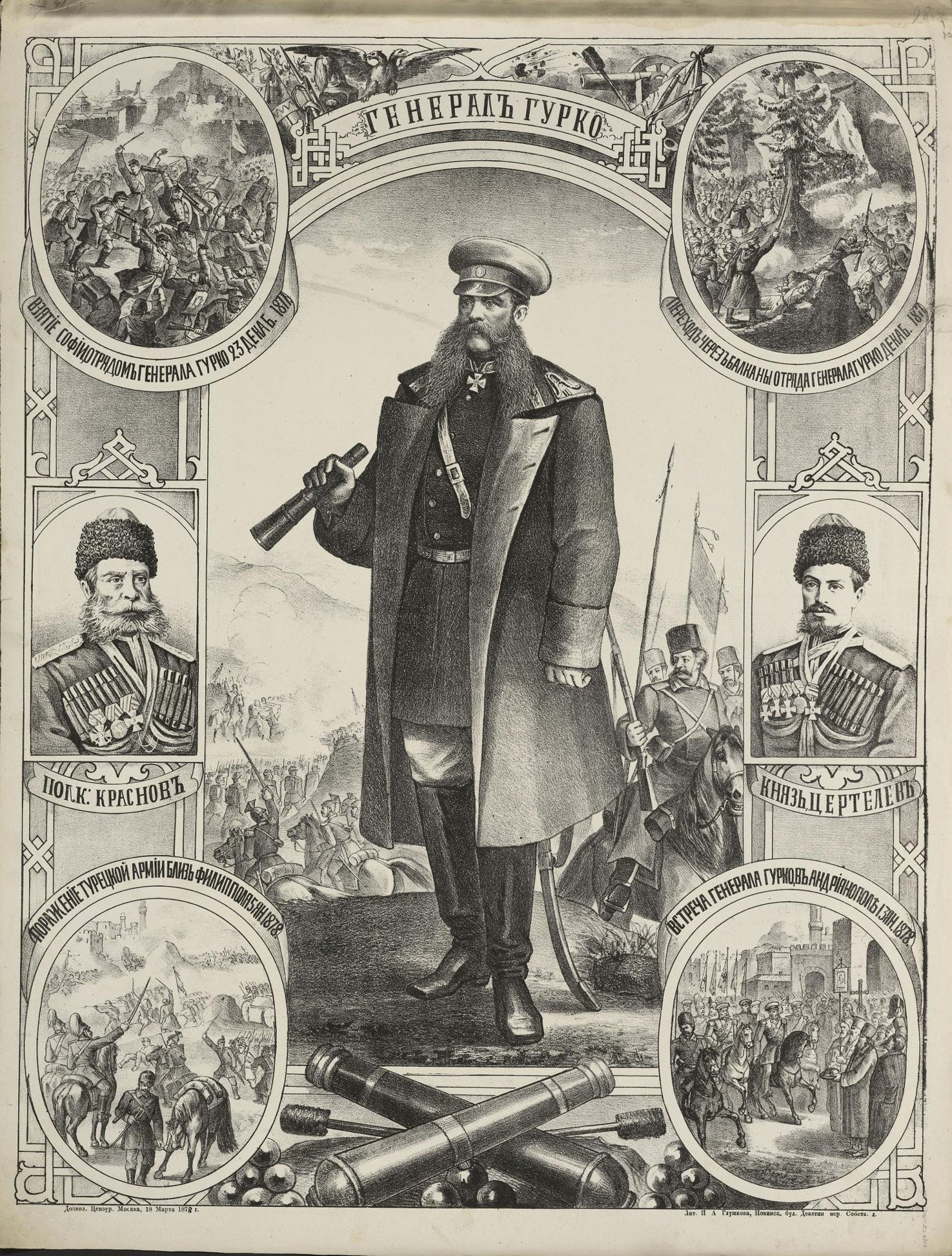
Генерал Гурко и сподвижники в войне 1877-1878гг (коллаж 1878 г.)

Прибыв с ней 20 сентября под Плевну, он был назначен начальником кавалерии Западного отряда, расположенной на левом берегу р. Вида (Вита). Изучение обстановки привело Гурко к убеждению, что одного наблюдения кавалерией за Софийским шоссе, по которому шли в Плевну к Осману-паше подкрепления и продовольствие, недостаточно; надо встать на этом шоссе твёрдо и перерезать его; только тогда, по мнению Гурко, могла быть достигнута цель блокады. Этот план долженствовал, конечно, привести к ряду кровопролитных боёв, которых после третьего штурма Плевны всячески избегали, но он был верен по существу, и Гурко сумел внушить веру в возможность его осуществления Тотлебену, руководившему блокадой Плевны.
План был принят, а выполнение его поручено самому Гурко, которому для этой цели в начале октября была подчинена не только кавалерия Западного отряда, но и все войска гвардии. Вступая в командование ими, Гурко обратился к войскам со следующими речами. Офицерам он говорил:
Господа, я должен вам сказать, что люблю страстно военное дело. На мою долю выпала такая честь и такое счастье, о которых я никогда не смел и мечтать: вести гвардию в бой. Для военного человека не может быть большего счастья, как вести в бой войска с уверенностью в победе, а гвардия по своему составу и обучению, можно сказать, лучшее войско в мире… Бой при правильном обучении не представляет ничего особенного: это то же, что учение с боевыми патронами, только требует ещё большего спокойствия, ещё большего порядка. Влейте в солдата сознание, что его священная обязанность беречь в бою патрон, а сухарь на биваке, и помните, что вы ведёте в бой русского солдата, который никогда от своего офицера не отставал.
Солдатам он сказал:
О вас, гвардейцы, заботятся больше, чем об остальной армии… вот вам минута доказать, что вы достойны этих забот… Стреляйте, как вас учили, — умною пулею: редко, но метко, а когда придется до дела в штыки, то продырявь врага. Нашего «ура» он не выносит.
Назначение Гурко «командующим войсками гвардии и кавалерии» вызвало, по словам М. А. Газенкампфа, большой переполох. В Императорской главной квартире большинство было против этого назначения, так как все начальники гвардейских дивизий и начальник штаба Гвардейского корпуса были старше его в чине. Один только П. А. Шувалов, бывший в то время начальником 2-й гвардейской пехотной дивизии, во всеуслышание говорил, что с радостью подчиняется Гурко, как уже заявившему себя энергичным и способным начальником отряда.
Победы под укреплёнными турками селениями Горный Дубняк (12 октября) и Телиш (12, 16 октября), сыгравшие решающую роль в исходе Плевненской операции, заставили смолкнуть эти толки, доказав на деле, что гвардия попала в надёжные руки. Награждённый 23 октября за эти тяжёлые победы золотой саблей с надписью «За храбрость», украшенной алмазами Гурко предложил проект похода к Балканам, а если можно, то и за Балканы, чтобы разбить вновь формировавшуюся армию Мехмеда-Али, а при благоприятном исходе этой операции разблокировать и наши шипкинские войска. Этот смелый план нашёл поддержку со стороны императора, который повелел привести его в исполнение; однако осторожный К. В. Левицкий воздействовал на главнокомандующего великого князя Николая Николаевича Старшего и Гурко разрешено было двигаться вперёд лишь до Орхание, а по овладении этим пунктом «постараться занять горы и дальше не идти, пока не будет взята Плевна».
28 октября Гурко занял своей кавалерией г. Врацы (ныне Враца), а затем Этрополь (ныне Етрополе) и Орхание (ныне Ботевград). Турки без боя очистили сильно укреплённые позиции у сс. Врачеш и Лютиково и отступили к Софии; 17 ноября войска Гурко заняли их и 21-го поднялись на Златицкий перевал через Балканы, отразив в тот же день ряд ожесточённых турецких атак на лейб-гвардии Московский полк, занимавший Араб-Конак (Арабаконак).
Дождавшись падения Плевны, Гурко, усиленный IX корпусом и 3-й гвардейской дивизией, в середине декабря двинулся далее и в страшную стужу и в бураны вновь перевалил через Балканы. Когда среди начальствующих лиц, подчинённых Гурко, поднялся ропот, он собрал гвардейское начальство и сказал:
Я поставлен над вами волею Государя Императора и только ему, отечеству и истории обязан отчётом в моих действиях. От вас я требую беспрекословного повиновения и сумею заставить всех и каждого в точности исполнять, а не критиковать мои распоряжения. Прошу всех это накрепко запомнить… Если большим людям трудно, я их уберу в резерв, а вперед пойду с маленькими….

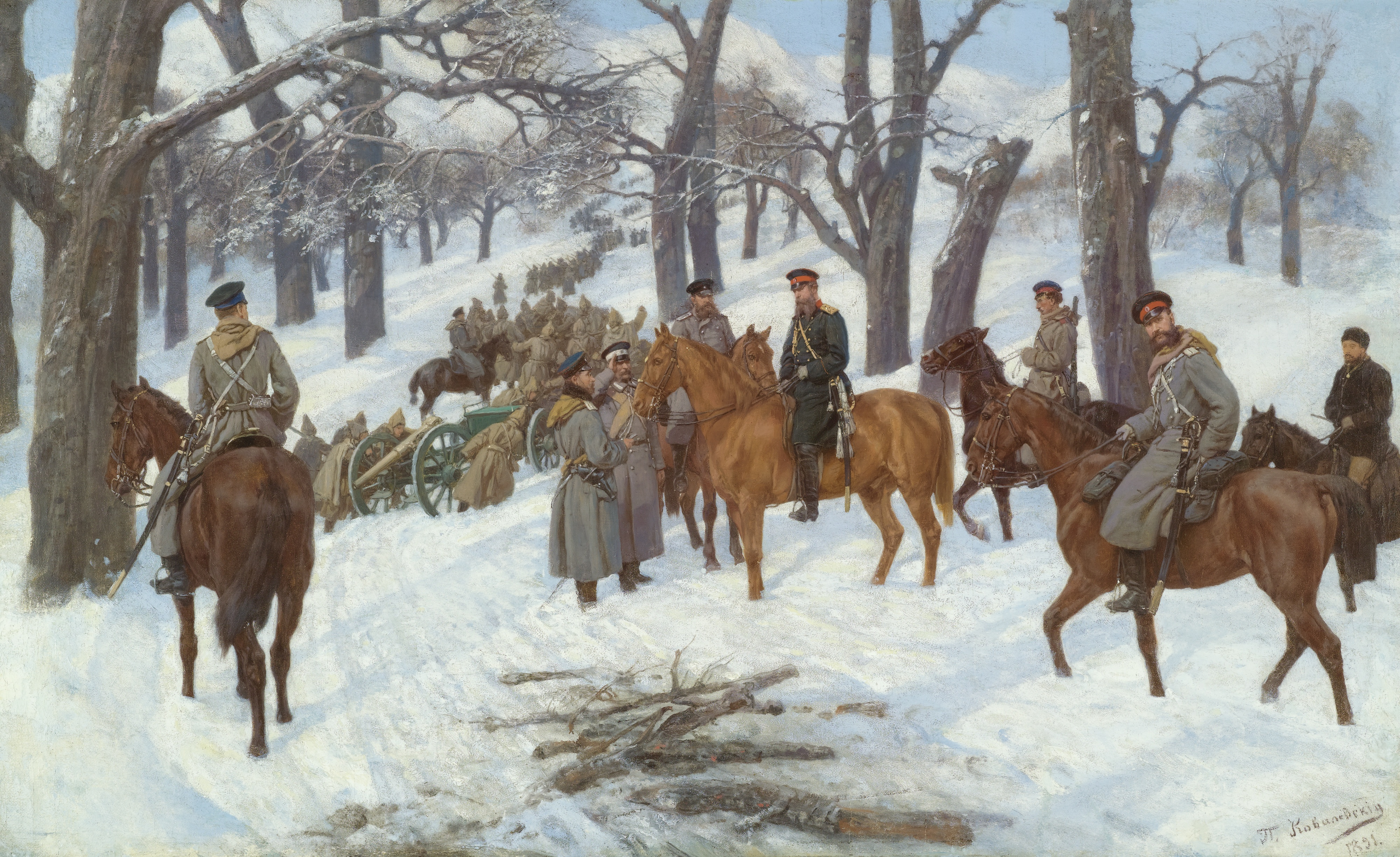
Генерал Иосиф Гурко на Балканах в 1877—1878 гг.
П.О Ковалевский, 1891.

Во время похода Гурко всем подавал пример личной выносливости, бодрости и энергии, деля наравне с рядовыми все трудности перехода, лично руководил подъёмом и спуском артиллерии по обледенелым горным тропам, подбадривал солдат живым словом, ночевал у костров под открытым небом, довольствовался, как и они, сухарями. После 8-дневного тяжёлого перехода Гурко спустился в Софийскую долину, двинулся на запад и 19 декабря после упорного боя овладел Ташкесенской укреплённой позицией турок. Наконец, 23 декабря 1877 года (4 января 1878 по новому стилю) русские войска под предводительством Гурко освободили Софию.
29 декабря 1877 года И. В. Гурко был удостоен чина генерала от кавалерии.
Для организации дальнейшей обороны страны Сулейман-паша привёл с восточного фронта значительные подкрепления армии Шакира-паши, но был разбит Гурко в трёхдневном бою 2-4 января у Филиппополя (Пловдива). 4 января Пловдив был освобождён.
Не теряя времени, Гурко двинул к укреплённому Адрианополю (болг. Одрин, тур. Эдирне) кавалерийский отряд Струкова, который быстро занял его, открыв путь к Константинополю (Стамбулу). В феврале 1878 года войска под командованием Гурко заняли местечко Сан-Стефано (ныне Ешилькёй) в западном пригороде Константинополя, где 19 февраля и был подписан Сан-Стефанский мирный договор, положивший конец 500-летнему турецкому игу в Болгарии.
Награждённый 22 января 1879 г. за этот поход орденом Святого Георгия 2-й степени за № 118
За личныя боевыя заслуги и за целый ряд блистательных подвигов, оказанных войсками, находившимися под его начальством, как при двукратном переходе Балканских гор в 1877 году, так и во всех последующих делах с турками

## После войны

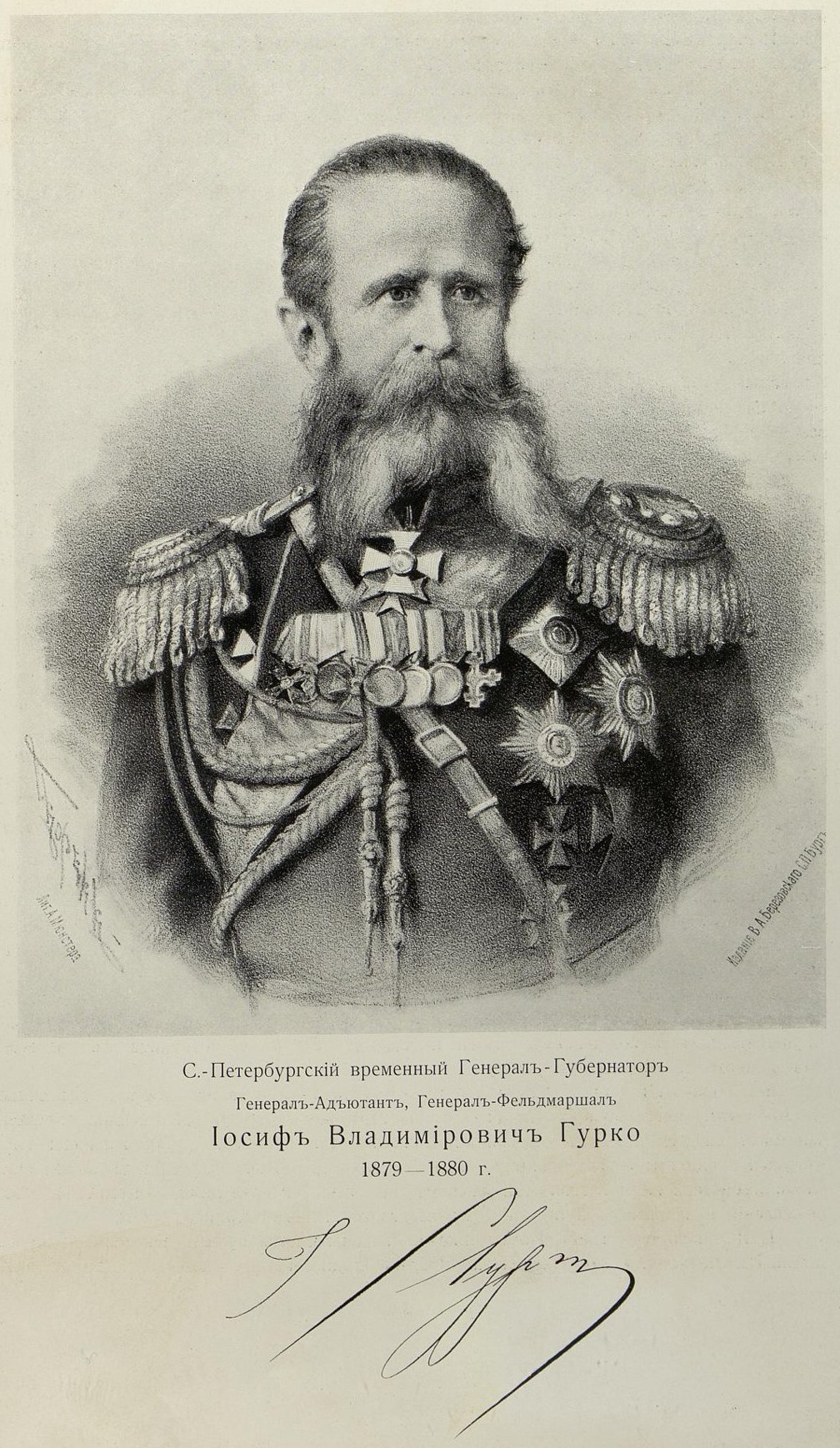
Генерал-адъютант И. В. Гурко. Санкт-Петербург, 1879—1880 гг. (издание 1903 г.)

По окончании войны некоторое время был в отпуске и 5 апреля 1879 года был назначен помощником главнокомандующего войсками гвардии и Санкт-Петербургского военного округа; с 7 апреля 1879 по 14 февраля 1880 года занимал пост Санкт-Петербургского временного генерал-губернатора, а с 9 января 1882 по 7 июня 1883 года был временным Одесским генерал-губернатором и командующим войсками Одесского военного округа, а затем был перемещён на пост Варшавского генерал-губернатора и командующего войсками Варшавского военного округа.
Время управления им губерниями Привислинского края и командования им войсками на западной границе, так называемом «Передовом театре войны», совпавшее с временем наиболее обострённых отношений между Россией и державами Тройственного союза, составило целую эпоху в истории российской внутренней политики в крае. Боевая подготовка войск стояла у него на первом плане, и войска жили в сознании, что они — на передовом театре войны, на боевом посту, в каком-то особенном, полумирном состоянии, которое каждую минуту могло смениться военным. Это напряжённое, повышенное состояние войск переносилось ими легко и бодро, ибо войска верили в Гурко, в его полководческие качества: верный стратегический расчёт, несокрушимое при всяких обстоятельствах спокойствие духа, его твёрдую волю и железную энергию.
Постоянные разъезды Гурко по округу, постоянное присутствие его на манёврах, больших и малых, всегда тщательно организованных при помощи таких начальников штаба, как Нагловский и Пузыревский, свидетельствовали войскам о постоянном хозяйском глазе, от которого ничто и нигде ускользнуть не может. И когда звучал металлический голос Гурко, произнося властно, твёрдо и спокойно: «Чтоб я этого более не видел», то все уже знали, что «этого» более и не будет.
Значительное внимание уделял также фортификационной обороне Варшавского военного округа, усилив укрепления Ивангорода, Новогеоргиевска, Брест-Литовска и Варшавы, создав Варшавский укреплённый район и линию новых укреплённых пунктов (Зегрж, Осовец и др.) и покрыв край сетью стратегических шоссе. Организацией же крепостных манёвров он сумел установить живую и тесную связь между войсками и крепостями. Артиллерия получила при нём обширный Рембертовский полигон. Кавалерия, предмет особого внимания Гурко, постоянно была в движении, получая задачи на лихость, быстроту движения, разведку, действия в массах и т. п. Войска втягивались в работу не только летом, на подвижных сборах и манёврах, но и зимой, производя зимние манёвры, стрельбы, походные движения с ночлегом в поле, под открытым небом. Весь опыт русско-турецкой войны был использован Гурко широко и полно в течение 12 лет командования им войсками Варшавского военного округа.
Был весьма близок и дружен с министром государственных имуществ М. Н. Островским, который использовал своё влияние на Иосифа Гурко для сглаживания острых конфликтов («пререканий») последнего на посту варшавского генерал-губернатора с министром внутренних дел графом Д. А. Толстым и военным министром П. С. Ванновским.

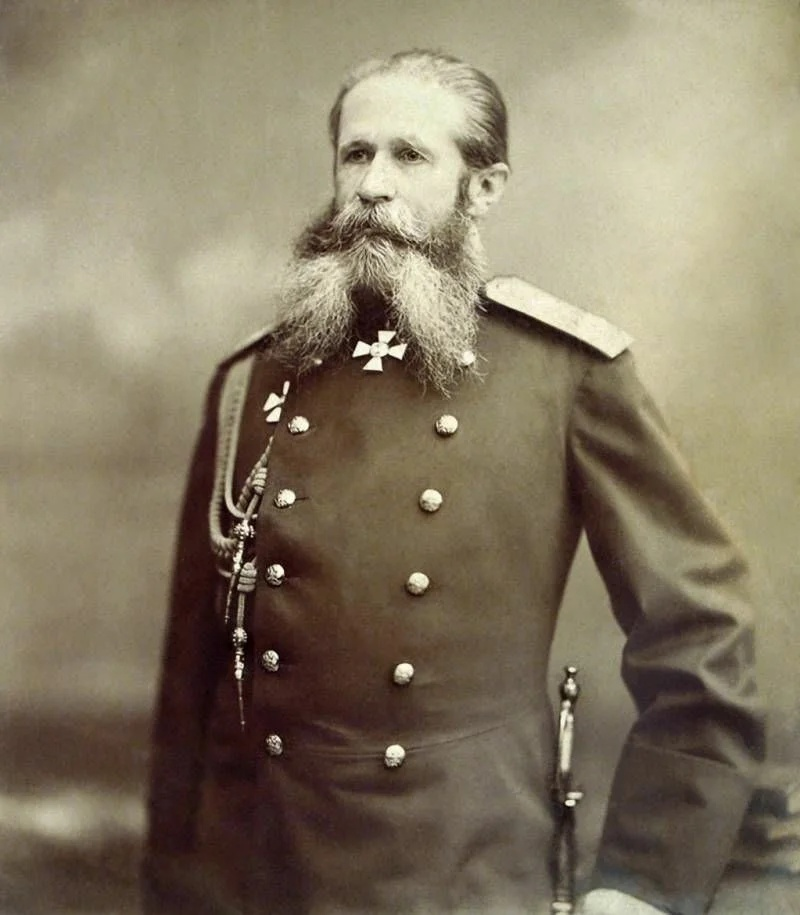
Генерал-адъютант И. В. Гурко. Фото 1880-х гг.

6 декабря 1894 года, согласно его прошению, по расстроенному здоровью, был уволен от занимаемого поста с производством в генерал-фельдмаршалы «в воздаяние важных заслуг, оказанных престолу и отечеству, особенно в последнюю турецкую войну», с оставлением членом Государственного совета, в звании генерал-адъютанта и по гвардейской кавалерии. 9 марта 1897 года был избран почётным членом Николаевской академии Генерального штаба. Гурко был вручён фельдмаршальский жезл, ранее принадлежавший императору Александру II. После смерти его сын, Владимир Иосифович Гурко, вернул жезл Кабинету Его Императорского Величества.
В память руководства Гурко Варшавским военным округом офицеры и генералы решили в знак глубокого уважения к его 10-летним заботам и трудам в округе подарить ему оригинальный подарок. Это была мини-памятник фельдмаршалу — он верхом, на галопе, в сюртуке и шарфе, как обычно его видели в войсках. Конная статуя, высотою около 60 сантиметров, была вылеплена из глины скульптором И. Н. Шредером, отлита из бронзы и установлена на мини-пьедестал. На передней стороне пьедестала был изображён родовой герб фамилии Гурко, а над ним прикреплена досочка с надписью: Генерал-фельдмаршалу, генерал-адъютанту Иосифу Владимировичу Гурко, своему начальнику и вождю войска Варшавскаю военного округа. 1883—1894.
14 мая 1896 года, в день коронации Николая II, Гурко стал кавалером ордена Святого Андрея Первозванного и в том же году назначен шефом 14-й стрелкового батальона, входившего в состав 4-й стрелковой бригады, заслужившей под его началом в 1877 году прозвище «железной бригады». Среди прочих наград, был удостоен орденов Белого орла (30 августа 1882 г.), Святого Александра Невского (30 августа 1884 г., алмазные знаки к этому ордену были вручены 30 августа 1887 г.), Святого Владимира 1-й степени (30 августа 1891 г.).

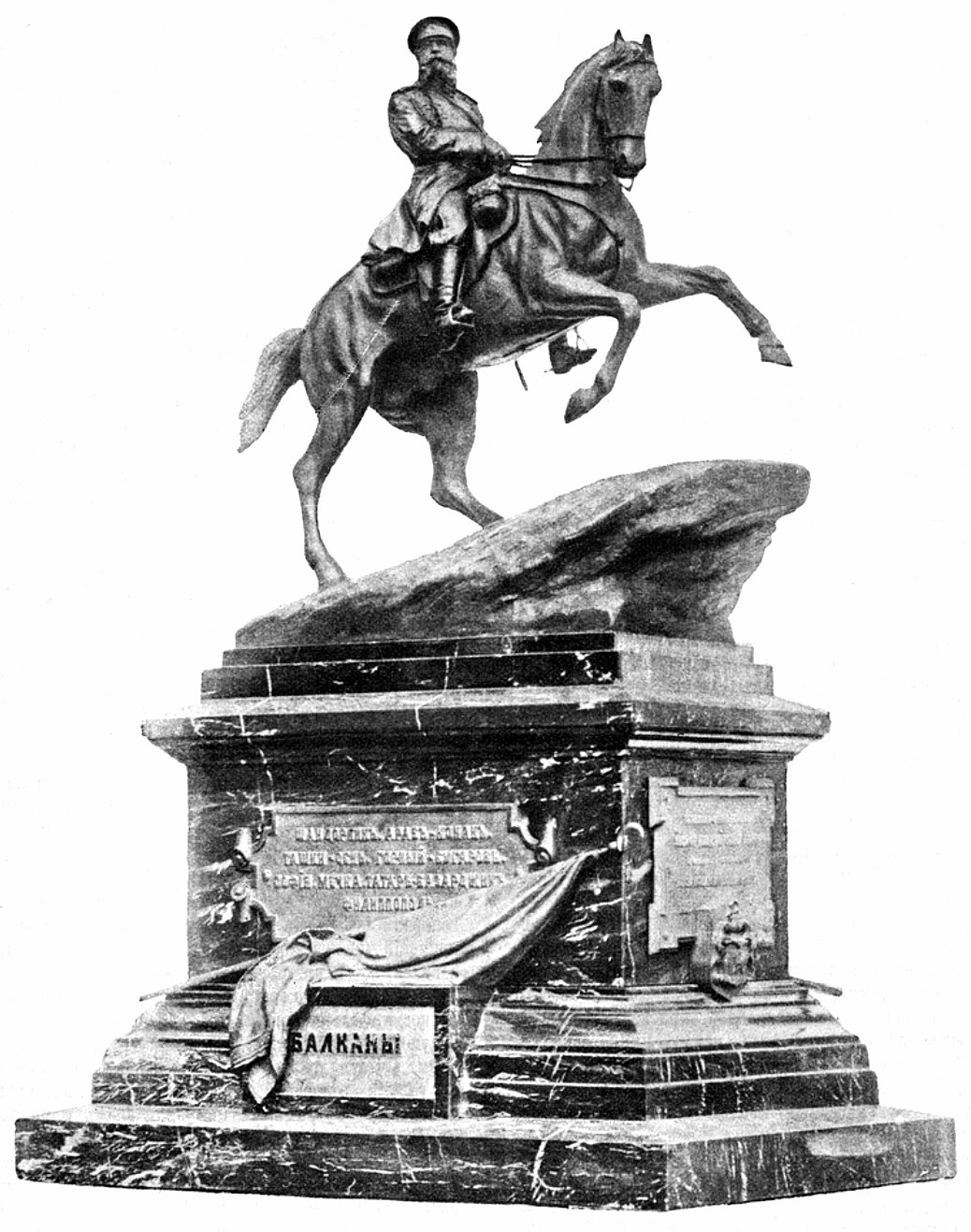
Статуэтка-памятник — подарок генерал-фельдмаршалу Гурко в 1896 г.

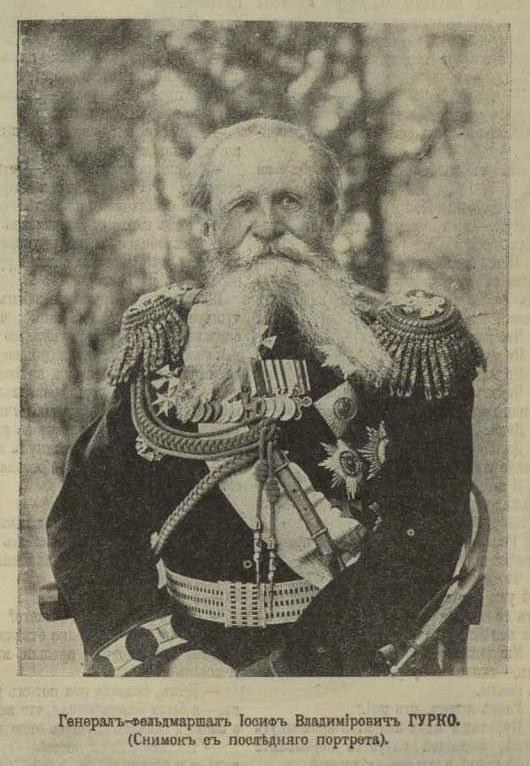
Портрет генерал-фельдмаршала Иосифа Владимировича Гурко. Около 1900 г.

Поселившись в своём любимом имении Сахарово Тверской губернии (ныне отдельно расположенный посёлок в границах города Твери), генерал-фельдмаршал скончался здесь от болезни сердца в ночь на 15 января 1901 года. Отпевание и погребение тела генерал-фельдмаршала И. В. Гурко прошло 17 января в имении Сахарово. Там в походной церкви был поставлен гроб с телом фельдмаршала, одетого в мундир 14-го стрелкового, имени его, полка. На отпевание собрались: вдова, два его сына, другие члены семьи и родственники И. В. Гурко, представитель Государственного совета генерал от кавалерии граф А. П. Игнатьев, представители местных властей и многочисленные начальствующие лица. После выноса гроба и похорон в склепе в парке (около усадьбы) военные отдали последнюю воинскую почесть покойному, начав троекратные залпы из ружей и пушек.
Усадьба Гурко не сохранилась (сгорела). После революции 1917 года могила была осквернена, останки Гурко и его жены были выкинуты в парк.
В 1974 году в Сахарово была установлена памятная плита фельдмаршалу. Она представлял собой вертикальную плиту из тёмно-серого гранита, одиноко стоящую в глубине парка. Надпись на ней гласит: «Генерал-фельдмаршал Гурко Иосиф Владимирович. 1828 – 1901. Участник Русско-турецкой войны 1877-1878 гг.». (Установлена Постановлением Совета Министров РСФСР от 04.12.1974 г. № 624). В 2007 г. памятная плита полностью реконструирована и обновлена. Сделано это было в рамках торжеств в честь 130-летия освобождения Русской армией болгарского города Велико-Тырново. Спонсор реконструкции - Тверской благотворительный фонд генерал-фельдмаршала И.В. Гурко" (директор А.В. Ушаков).
В 2008 году после специальных поисков в сахаровском парке были найдены останки И. В. Гурко и его супруги Марии.
22 сентября 2011 года в пос. Сахарово были перезахаронены останки И. В. Гурко и его супруги в сохранившуюся семейную усыпальницу. На церемонии присутствовал их правнук — В. И. Гурко.
В парковом павильоне имения ныне находится храм Иосифа Волоцкого.
В 2018 году в бывшем усадебном парке рядом с храмом-усыпальницей Иосифа Волоцкого был установлен бронзовый бюст полководца.
В «Военной энциклопедии» Сытина дана следующая характеристика Гурко:

Стройный, худощавый, с большими седыми бакенбардами, Гурко держался так, что казался выше ростом всех окружавших его лиц, а своею кипучею деятельностью, выносливостью и лихостью на коне — всех моложе. Он мало говорил, никогда не спорил и казался непроницаемым в своих мыслях, чувствах и намерениях. От всей его фигуры и взгляда острых, серых и глубоких глаз веяло внутренней силой, авторитетной и грозной для ослушников и слабых. Его не все любили, но все уважали и почти все боялись, все, кроме солдат, которые безгранично верили в него и любили его.

## Семья

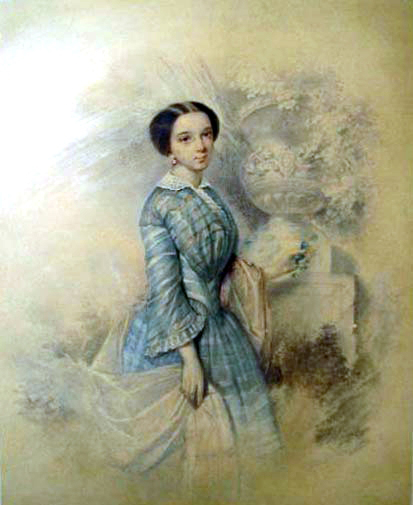
Мария Салиас-де-Турнемир

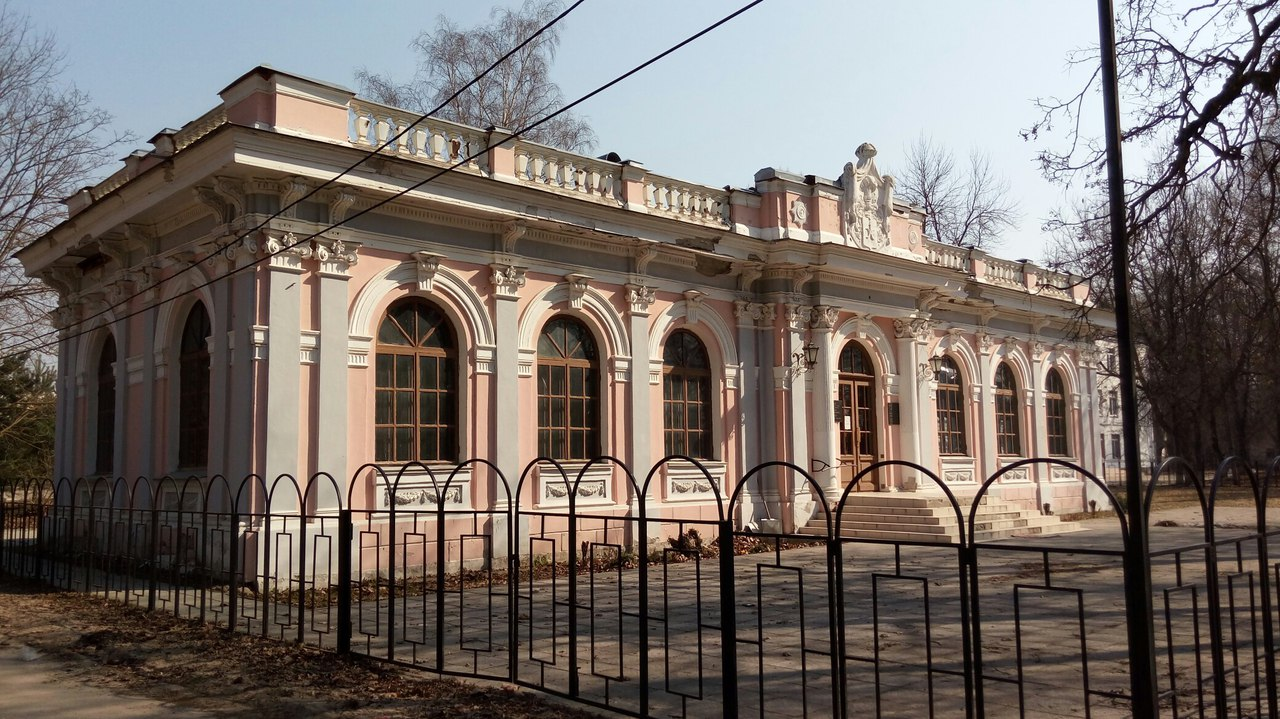
Сахарово. Семейная усыпальница Гурко, 2018 г.

- Жена (с 1861 года) — графиня Мария Андреевна Салиас-де-Турнемир (1842—1906), старшая дочь писательницы Евгении Тур. По словам современника, император Александр II долго не мог простить Гурко его женитьбы, так как образ жизни его тёщи был крайне неблагонадёжным и вызывал пристальное внимание со стороны Третьего отделения. Однако семейная жизнь супругов была вполне удачной. Они жили чрезвычайно дружно, не только никогда не ссорились, но даже не спорили. В 1884 году Мария Андреевна была награждена орденом Св. Екатерины меньшого креста. Скончалась в Висбадене, похоронена рядом с мужем в с. Сахарово. В браке родились:
  - Владимир (1862—1927), государственный деятель, товарищ министра внутренних дел.
  - Василий (1864—1937), генерал от кавалерии, командир 6-го армейского корпуса.
  - Евгений (1866—1891), погиб на дуэли.
  - Дмитрий (1872—1945), генерал-майор, командир 16-й кавалерийской дивизии.
  - Николай (1874—04.11.1898[23]), лейтенант гвардейского морского экипажа, крупно проиграл в карты в Монако и, дабы отыграться, попытался ограбить отдыхавшего в Монте-Карло отставного госсекретаря А. А. Половцова, но был арестован. До суда покончил жизнь самоубийством, отравившись ядом, доставленным ему братом. Похоронен на кладбище Батиньоль под Парижем.
  - Алексей (14.10.1880—08.01.1889), крещён 1 ноября 1880 года в Твери в Миновикторской церкви; крестник брата Владимира и родной тётки М. В. Муравьевой-Апостол[24]. Умер в Варшаве от скарлатины, похоронен в с. Сахарово[25].

## Память генерала в Болгарии

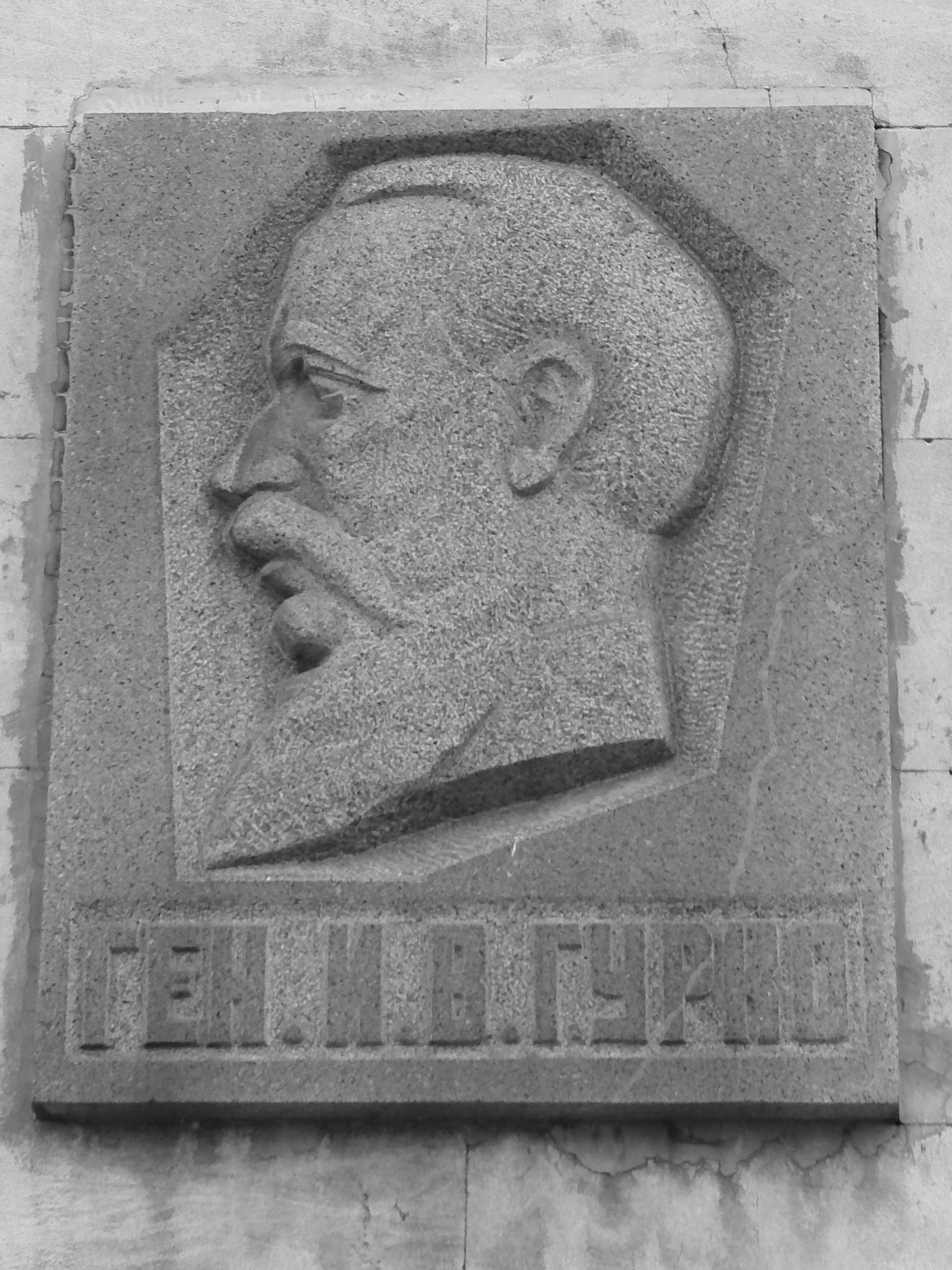
Барельеф Гурко в Софии

Болгарский народ и по сей день чтит память Иосифа Владимировича. В сознании болгар его имя связано в основном с обороной Шипки, а для жителей болгарской столицы Софии — и с освобождением их города. В честь генерала названо три населённых пункта в Болгарии — город Гурково, село Гурково (Добричская область) и село Гурково (Софийская область). Одна из центральных улиц в Софии также названа его именем - «улица Генерал Йосиф В. Гурко» (протяженность 1,2 км.). Это та самая улица, по которой полководец прошёл 4 января 1878 года со своими войсками, освободившими Софию от пятивекового османского ига. По всей стране в разных городах именем Гурко названы улицы. В селе Бошуля установлена памятная доска на стене дома, где помещался штаб генерала Гурко.
1 июня 2005 года в Софию приезжала и была сердечно принята его внучка — Екатерина Васильевна.
4 января 2008 года в честь 130-й годовщины освобождения болгарской столицы от османского ига состоялась историческая реконструкция прихода генерала Гурко с русскими войсками в Софию.
В марте 2013 года в Софии открыли памятник (в виде бюста, работа российского скульптора Григория Потоцкого) легендарному русскому генералу
.

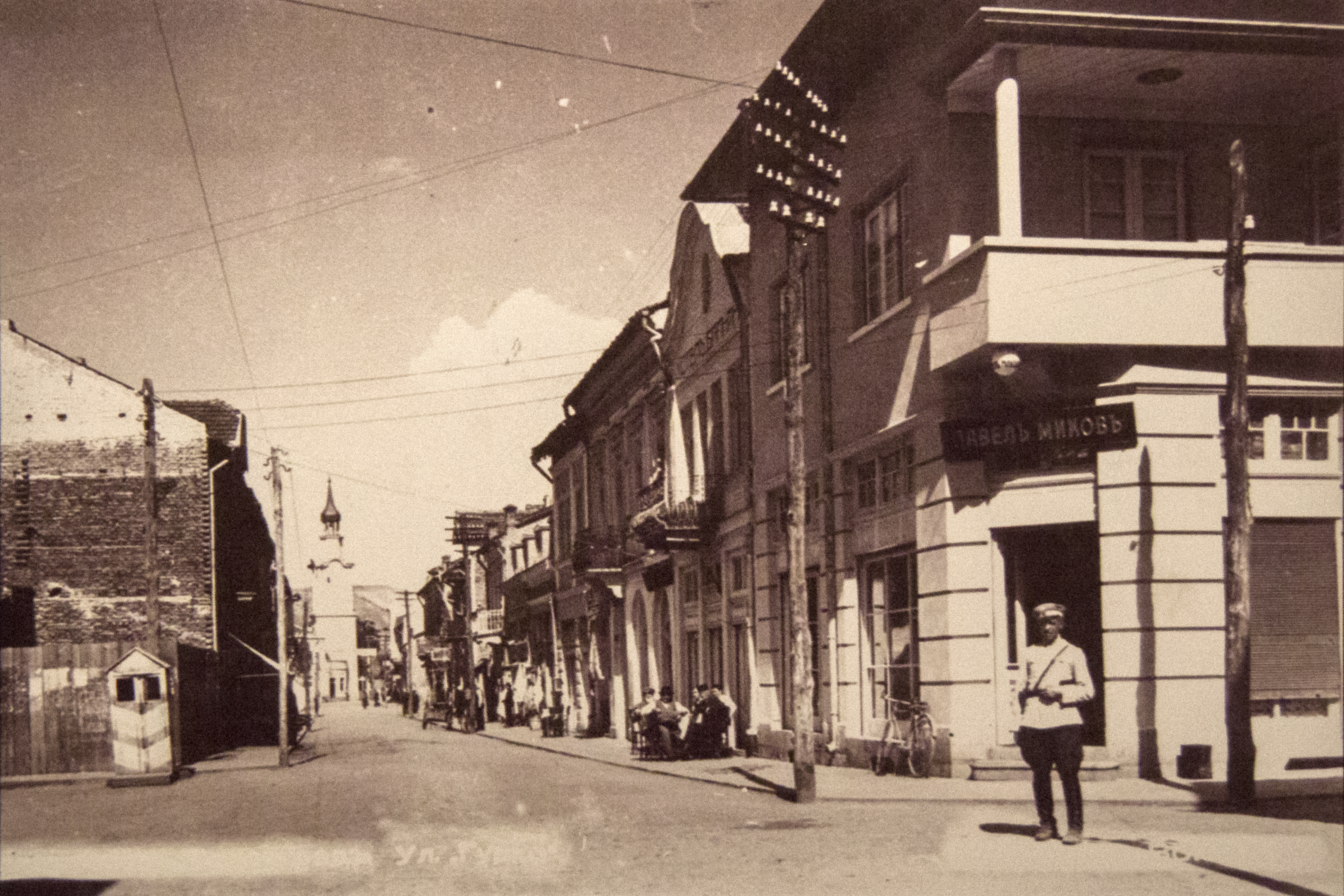
Ботевград, улица Гурко, 1939 год
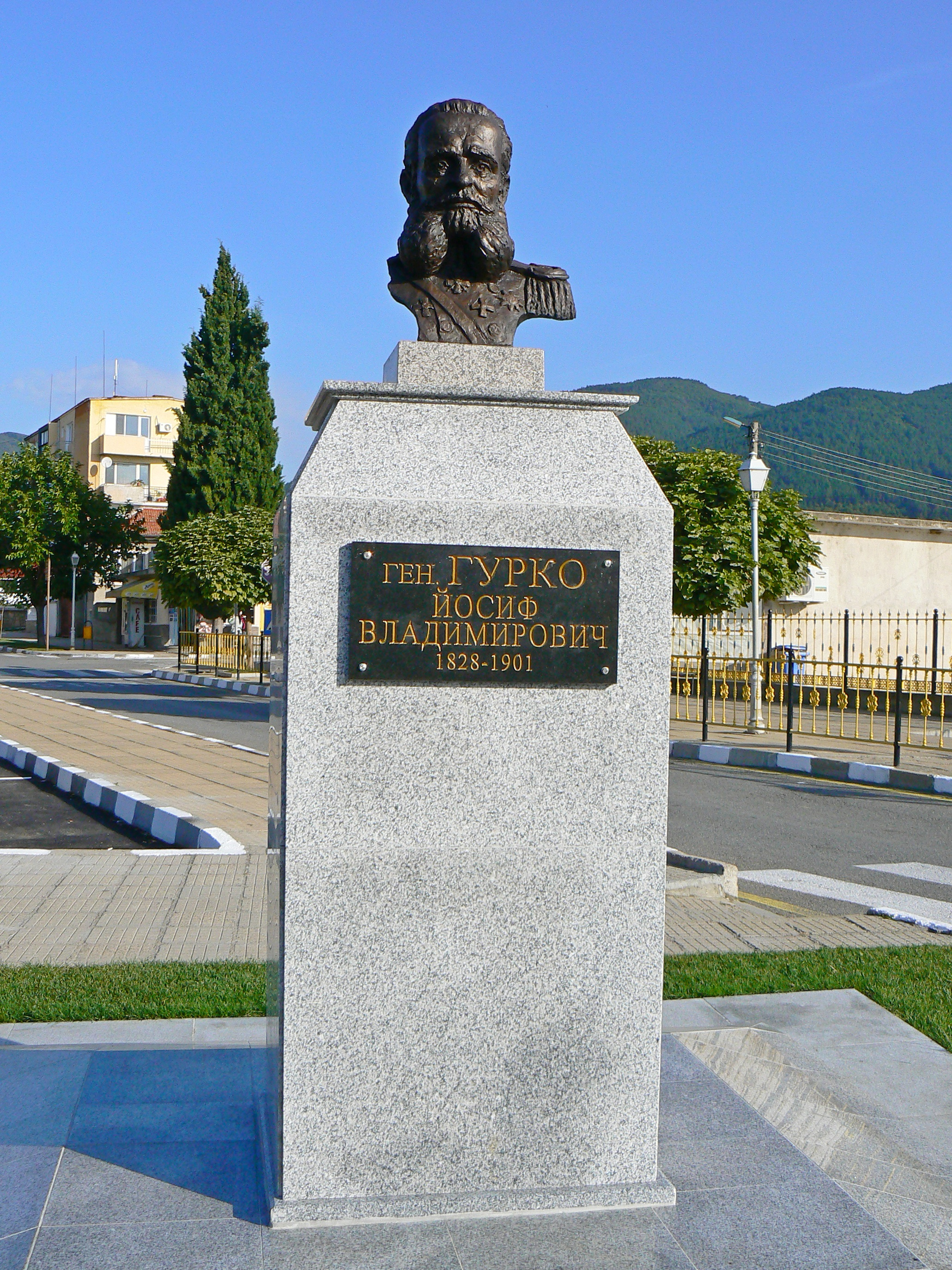
Бюст генерала Гурко в городе Гурково
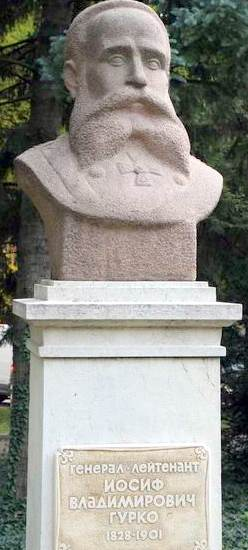
Бюст генерала Гурко в городе Велико-Тырново
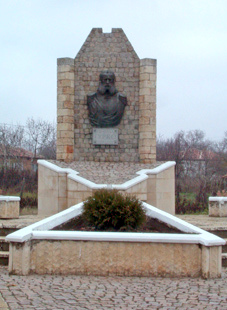
Памятник генералу Гурко в селе Гурково
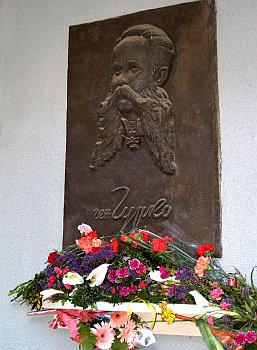
Барельеф генерала Гурко в городе Пазарджик

## Память в России
- 1 ноября 2018 года в посёлке Сахарово открыт бюст генерал-фельдмаршала[29].
- В Твери есть площадь им.И.Гурко (выходит на ул.Маршала Василевского и ДК "Сахарово"). Размеры площади 66х65 м.
- В п.Сахарово близ г.Твери есть музейная комната, посвященная памяти И.Гурко. Находится в здании местной церкви (приход в честь преп.И. Волоцкого).
- В 1997 г. в п.Сахарово близ г.Твери открылся православный приход в честь преп.И.Волоцкого, в котором 22 сентября 2011 года останки фельдмаршала и его супруги Марии Андреевны были торжественно перезахоронены в специальной усыпальнице.
- 20 марта 2018 была выпущена почтовый блок, посвящённый 140-летию освобождения Болгарии и окончания Русско-турецкой войны 1877—1878 гг.". Н. Г. Столетов, И. В. Гурко, Э. И. Тотлебен[30].

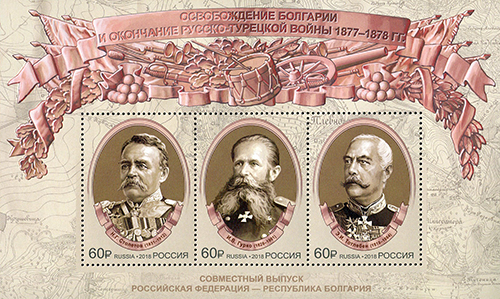